# Ocean's 8
Ocean's 8 è un film del 2018 diretto da Gary Ross. La pellicola è sequel e spin-off al femminile della trilogia di Ocean's.

## Trama
Dopo essere uscita di prigione la truffatrice Debbie Ocean, sorella di Danny Ocean, convince Lou, ex partner criminale, ad unirsi a lei per una nuova rapina. Alla loro squadra prendono parte la stilista fallita Rose Weil, la gioielliera Amita, l'hacker di sicurezza Palla Nove; la truffatrice di strada e borseggiatrice Constance e la ricettatrice Tammy. Debbie ha in programma di rubare la Toussaint, una collana di diamanti di Cartier da 150 milioni di dollari, durante l'imminente Met Gala e di usare la star del cinema Daphne Kluger come complice inconsapevole. Il team manipola Daphne per farle assumere Weil e convince la Cartier a prestare all'attrice la collana, che viene scansionata digitalmente per produrne un'inutile replica in zirconi cubici. Tammy ottiene un lavoro presso Vogue, in modo da assicurarsi l'accesso al gala, mentre Debbie riesce a fare del commerciante d'arte Claude Becker il partner di Daphne per la serata; l'uomo aveva in precedenza tradito e fatto arrestare Debbie. Lou affronta Debbie per aver pianificato una vendetta contro Becker, ma lei la rassicura che non metterà in pericolo il loro piano.
Quando Rose scopre che la Toussaint può essere allacciata e slacciata solo da un magnete speciale in dotazione esclusiva alle guardie di scorta di Cartier, Palla Nove ottiene l'aiuto di sua sorella minore Veronica per creare un duplicato. Al gala, Lou droga la zuppa di Daphne, facendola correre a vomitare nel bagno delle donne, dove Palla Nove ha creato un punto cieco per le telecamere di sicurezza del museo. Mentre gli uomini di sicurezza di Cartier aspettano fuori dal bagno e Daphne vomita piegata sul water, Constance rimuove abilmente la collana dal collo di Daphne e la passa ad Amita, che la divide in piccoli gioielli. Quando Daphne torna al tavolo senza la collana, il museo viene posto in isolamento per trovarla, che termina quando Tammy "rinviene" la collana duplicata. Constance passa i pezzi della collana tra i membri della squadra, e Debbie ne infila un pezzo nella giacca di Becker, ignaro della rapina. Poco tempo dopo, Daphne rivela alle donne di essere stata fin da subito al corrente della rapina e chiede loro una parte di quanto rubato, salvandole da ogni sospetto. 
Quando la collana viene restituita a Cartier e scoprono che non è l'originale, l'investigatore John Frazier viene incaricato d'indagare. Essendo già entrato in contatto con gli Ocean in passato, l'uomo sospetta immediatamente di Debbie, ma i suoi movimenti non sospetti ripresi dalle telecamere quella sera le conferiscono un alibi imbattibile. Debbie rivela a John, durante una cena, i suoi sospetti riguardo Becker. Daphne visita quest'ultimo e invia a Frazier una foto del gioiello rubato, scattata a casa dell'uomo. Per incastrare ulteriormente Becker, Debbie assume alcune anziane signore per vendere i pezzi del Toussaint e depositare i soldi su un conto a nome di Becker, che viene così preso in custodia dalla polizia.
Mentre le otto donne celebrano il successo della rapina, Lou rivela il vero obiettivo della missione: mentre il gala veniva evacuato, lei e l'acrobata Yen avevano sostituito l'esposizione dei gioielli del Met con altre repliche, fuggendo con gemme ancora più preziose del Toussaint.
Grazie al ricavato della rapina, ogni membro della squadra va per la sua strada: Amita viaggia a Parigi con un uomo conosciuto su Tinder; Rose paga i suoi debiti e apre un negozio; Constance acquista un ampio soppalco in città e diventa YouTuber; Tammy espande la sua attività di beni rubati; Palla Nove apre una sala da biliardo; Daphne diventa regista; Lou viaggia con la sua moto e Debbie beve un Martini davanti alla tomba di Danny, consapevole che sarebbe stato orgoglioso di lei.

## Produzione
Durante l'agosto del 2006 Steven Soderbergh, regista dei film della Trilogia Ocean's, annunciò che non ci sarebbe stato un Ocean's Fourteen, dal momento che George Clooney avrebbe voluto "finire in bellezza" con il terzo film, Ocean's Thirteen (2007). Durante il dicembre del 2008, Soderbergh disse che un quarto film Ocean's era improbabile a causa della recente scomparsa di Bernie Mac, che era apparso nei film precedenti. In ogni caso, un nuovo spin-off di Ocean's Eleven con un cast tutto al femminile con Sandra Bullock nei panni della sorella di Danny Ocean sarebbe stato in sviluppo dall'ottobre del 2015. Il film è stato ideato dal produttore Jerry Weintraub, Soderbergh e Clooney. Olivia Milch è stata scelta per scrivere la sceneggiatura assieme a Gary Ross, qui anche regista. Helena Bonham Carter, Cate Blanchett e Mindy Kaling sono state confermate come parte del cast del film, sebbene la presenza della Banks si sia in seguito rivelata esser senza fondamento.
Durante la pre-produzione, il titolo di lavorazione era Ocean's Ocho. Durante l'agosto 2016 Bullock, Blanchett, Bonham Carter e Kaling sono state confermate come parte del cast, con Anne Hathaway, Rihanna, Awkwafina e Sarah Paulson vicine al chiudere un accordo per far parte del cast. Durante la produzione del film l'attrice Dakota Fanning e l'attore Damian Lewis sono stati avvistati sul set; entrambi sono stati successivamente confermati: Lewis durante il dicembre 2016 e Fanning nel marzo 2017.
L'11 novembre 2016, Richard Robichaux è entrato a far parte del cast. Lo stesso mese, Matt Damon ha confermato che avrebbe fatto un'apparizione nel film, riprendendo il suo ruolo dalla Trilogia Ocean's. Durante il gennaio 2017, James Corden si è unito al cast nei panni di un investigatore assicurativo. Lo stesso mese è stato rivelato che Anna Wintour, Alexander Wang, Zac Posen, Derek Blasberg, Lauren Santo Domingo, Kim Kardashian, Kendall Jenner, Katie Holmes, Olivia Munn, Hailey Baldwin e Zayn Malik avrebbero fatto dei cameo nel film. Poco dopo Richard Armitage è entrato a far parte del cast.
Il budget del film è stato di 70 milioni di dollari.

### Riprese
Le riprese principali sono iniziate il 25 ottobre 2016 a New York. Nel marzo 2017 la Blanchett ha affermato che la produzione si era conclusa, ma il 5 maggio 2017 è stato annunciato che delle riprese sarebbero ancora state girate presso l'Arthur Kill Correctional Facility di Staten Island.

## Promozione
Il primo teaser trailer del film viene diffuso il 18 dicembre 2017, mentre il trailer esteso, anche in lingua italiana, il giorno seguente.

## Distribuzione
Il film è stato distribuito nelle sale cinematografiche statunitensi a partire dall'8 giugno 2018, mentre in quelle italiane dal 26 luglio seguente.

## Accoglienza

### Incassi
Ocean's 8 ha incassato 140218711 $ nel Nord America e 157500000 $ nel resto del mondo, per un incasso complessivo di 297718711 $.

### Critica
Sull'aggregatore Rotten Tomatoes il film riceve il 68% delle recensioni professionali positive, con un voto medio di 6,2 su 10 basato su 363 critiche, mentre su Metacritic ottiene un punteggio di 61 su 100 basato su 50 recensioni.
Le attrici Mindy Kaling e Cate Blanchett hanno attribuito l'accoglienza non proprio positiva alla mancanza di diversità di genere e razziale tra i critici cinematografici; molti di loro si sono detti contrariati dalle loro considerazioni: Guy Lodge, di Variety, ha sottolineato che recensioni non del tutto positive sono arrivate anche da parte di donne, come Emily Yoshida del Vulture e Stephanie Zacharek del Time.

## Riconoscimenti
- 2018 - People's Choice Awards[39]
  - Candidatura per il film preferito dal pubblico
  - Candidatura per il film d'azione preferito dal pubblico
  - Candidatura per l'attrice preferita dal pubblico a Anne Hathaway
  - Candidatura per l'attrice preferita dal pubblico a Sandra Bullock
- 2019 - Nickelodeon Kids' Choice Awards[40]
  - Candidatura per l'attrice preferita dal pubblico a Rihanna